# Estación de Rotkreuz
La estación de Rotkreuz es una estación ferroviaria de la localidad suiza de Rotkreuz, perteneciente a la comuna suiza de Risch-Rotkreuz, en el Cantón de Zug.

## Historia y situación

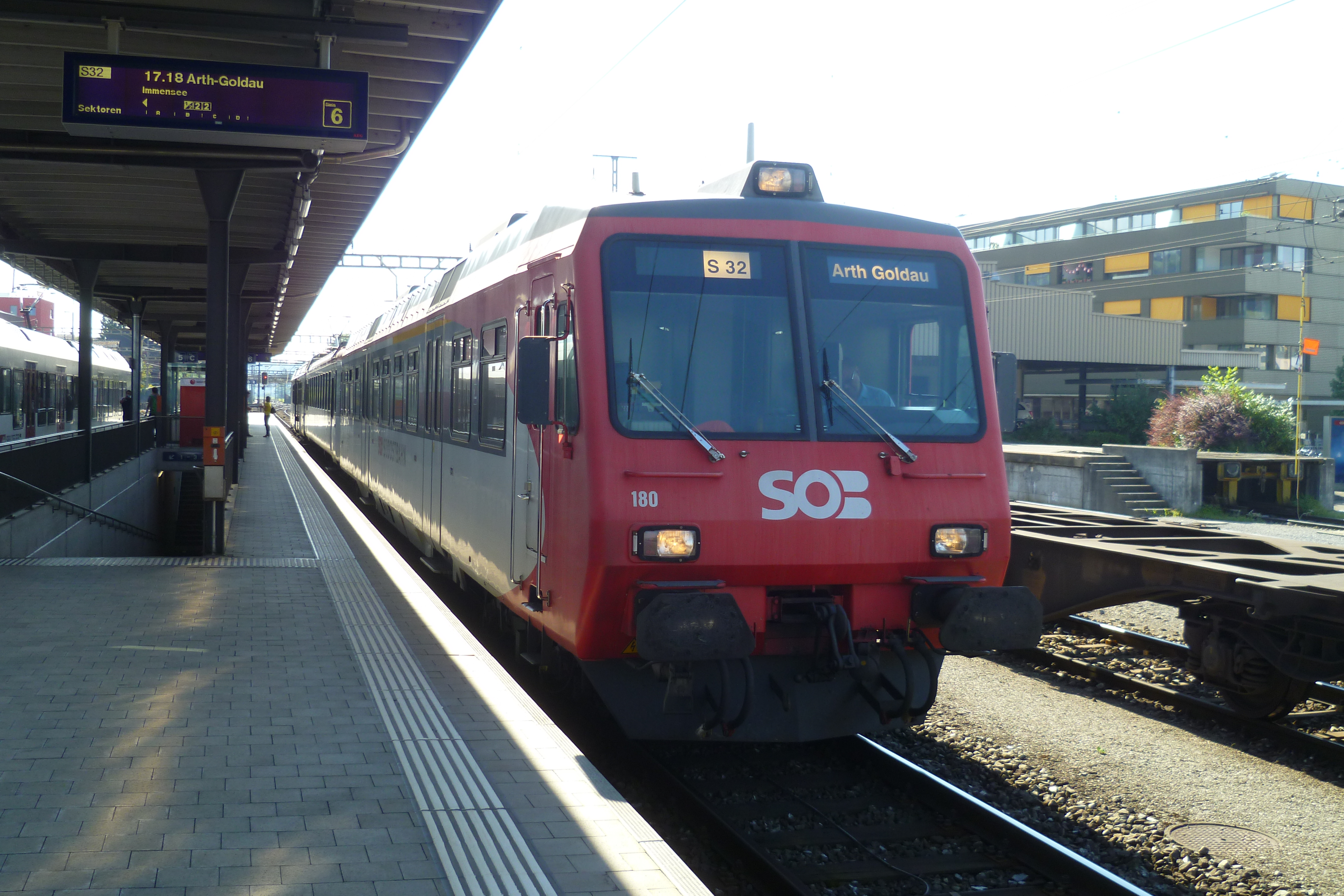
Tren de SOB cubriendo la línea S32 en los andenes de Rotkreuz

La estación de Rotkreuz fue inaugurada en el año 1864 con la puesta en servicio de la línea Zug - Lucerna por el Zürich-Zug-Luzern-Bahn. En 1881 se inauguró  el tramo Muri - Rotkreuz de la línea Rupperswil - Immensee, conocida como Aargauische Südbahn, que al año siguiente se prolongaría hasta Immensee, donde conecta con la línea del Gotardo por parte del NOB en colaboración con el Schweizerische Centralbahn (SCB). En 1902 las tres compañías pasarían a ser absorbidas por SBB-CFF-FFS.
Se encuentra ubicada en el centro del núcleo urbano de Rotkreuz. Cuenta con tres andenes, dos centrales y otro lateral, a los que acceden cinco vías pasantes. Además existen ocho vías pasantes para el apartado y estacionamiento de material o simplemente para usarse como vías de paso, varias vías toperas para la carga y descarga de mercancías, y una derivación para acceder a unos depósitos en el este de la estación.
En términos ferroviarios, la estación se sitúa en las líneas Rupperswil - Immensee y  Zug - Lucerna. Sus dependencias ferroviarias colaterales son la estación de Oberrüti hacia Rupperswil, la estación de Immensee, extremo de la línea, la estación de Hünenberg Chämleten hacia Zug y la estación de Gisikon-Root en dirección Lucerna.

## Servicios ferroviarios
Los servicios ferroviarios de esta estación están prestados por SBB-CFF-FFS y por SOB (SüdOstBahn).

### Larga distancia
- IR Zúrich - Thalwil - Baar - Zug - Rotkreuz - Lucerna

### Regionales
- RE Zúrich - Baar - Zug - Cham - Rotkreuz - Lucerna

### S-Bahn
Por la estación de Rotkreuz paran varias líneas de cercanías que forman parte de las redes S-Bahn Argovia, S-Bahn Lucerna y Stadtbahn Zug.

#### S-Bahn Argovia
En la estación efectúan parada trenes de una línea de la red S-Bahn Argovia:
- S 26 Aarau/Lenzburg – Wohlen – Muri – Rotkreuz

#### S-Bahn Lucerna/Stadtbahn Zug
Por la estación pasan dos líneas de las redes de trenes de cercanías S-Bahn Lucerna y Stadtbahn Zug que conforman una gran red de trenes de cercanías en el centro de Suiza.
- S 1 Baar - Zug - Cham - Rotkreuz - Lucerna.
- S 32 Arth-Goldau - Rotkreuz. Operada por SOB.

1. En días laborables frecuencias de 15 minutos en el tramo Baar - Zug - Rotkreuz y de 30 minutos hasta Lucerna. En festivos trenes cada 30 minutos entre Baar y Rotkreuz y de 60 minutos hasta Lucerna.